# Chone mollis
Chone mollis är en ringmaskart. Chone mollis ingår i släktet Chone och familjen Sabellidae. Inga underarter finns listade i Catalogue of Life.